# Qixia (Nanjing)
Qixia (棲霞區 / 栖霞区,  Qīxiá Qū) ist ein chinesischer Stadtbezirk in der Provinz Jiangsu. Er gehört zum Verwaltungsgebiet von Nanjing. Seine Fläche beträgt 376,1 km² und er zählt 644.295 Einwohner (Stand: Zensus 2010). Regierungssitz ist das Straßenviertel Yaohua (尧化街道).

## Administrative Gliederung
Auf Gemeindeebene setzt sich der Stadtbezirk aus neun Straßenvierteln zusammen. 